# دپارتمان (فیلم)
دپارتمان (به هندی: Department) یا اداره پلیس فیلمی محصول سال ۲۰۱۲ و به کارگردانی رام گوپال وارما است. در این فیلم بازیگرانی همچون آمیتاب باچان، سانجی دات، رانا داگوباتی، ویجای راز، دیپاک تیجوری، لاکشمی فومانچو، آنجانا سوکهانی، مادو شالینی ایفای نقش کرده‌اند.